# Bogendachakzent
| ◌̑                          | ◌̑                    |
| Diakritische Zeichen       | Diakritische Zeichen |
| Bezeichnung                | Zeichen              |
| -------------------------- | -------------------- |
| Akut, einfach              | ◌́                    |
| Akut, doppelt              | ◌̋                    |
| Breve, darüber             | ◌̆                    |
| Breve, darunter            | ◌̮                    |
| Cedille, darunter          | ◌̧                    |
| Cedille, darüber           | ◌̒                    |
| Gravis, einfach            | ◌̀                    |
| Gravis, doppelt            | ◌̏                    |
| Haken                      | ◌̉                    |
| Hatschek                   | ◌̌                    |
| Horn                       | ◌̛                    |
| Komma, darunter            | ◌̦                    |
| Koronis                    | ◌̓                    |
| Makron, darüber            | ◌̄                    |
| Makron, darunter           | ◌̱                    |
| Mittelpunkt                | ·                    |
| Ogonek                     | ◌̨                    |
| Punkt, darüber             | ◌̇                    |
| Punkt, darunter            | ◌̣                    |
| Querstrich                 | ◌̶                    |
| Ring, darüber              | ◌̊                    |
| Ring, darunter             | ◌̥                    |
| diakritischer Schrägstrich | ◌̷                    |
| Spiritus asper             | ◌̔                    |
| Spiritus lenis             | ◌̓                    |
| Tilde, darüber             | ◌̃                    |
| Tilde, darunter            | ◌̰                    |
| Trema, darüber             | ◌̈                    |
| Trema, darunter            | ◌̤                    |
| Zirkumflex                 | ◌̂                    |

Der Bogendachakzent ist ein diakritisches Zeichen, das über dem Grundbuchstaben steht und als ein kopfstehender Bogenakzent (˘, Breve) oder als ein gerundeter Dachakzent (ˆ, Zirkumflex) beschrieben werden kann.
In Unicode ist das Zeichen als U+0311 combining inverted breve vorhanden.

## Verwendung
Das Zeichen wird in der Sprachwissenschaft des Slowenischen und des Serbokroatischen zur Markierung von Tönen verwendet.
Unicode enthält sechs Buchstabenpaare (Ȃȃ, Ȇȇ, Ȋȋ, Ȏȏ, Ȓȓ und Ȗȗ) als mit dem Bogendachakzent kombinierte Buchstaben und listet diese unter „Additions for Slovenian“ („Hinzufügungen die slowenische Sprache“) auf.